# Karin Enke
Karin Enke, també coneguda amb els noms de Karin Busch, Karin Kania o Karin Richter, (Dresden, República Democràtica Alemanya, 1961) és una patinatge de velocitat sobre gel alemanya, ja retirada, que en representació de l'Alemanya Oriental aconseguí vuit medalles olímpiques i onze títolts mundials.

## Biografia
Va néixer el 20 de juny de 1961 a la ciutat de Dresden, població situada a l'estat de Saxònia, i que en aquells moments formava part de la República Democràtica Alemanya (RDA) i que avui en dia forma part d'Alemanya.

## Carrera esportiva
Dominadora de totes les especialitats del patinatge de velocitat, va participar en els Jocs Olímpics d'Hivern de 1980 realitzats a Lake Placid (Estats Units) als 18 anys aconseguint la medalla d'or en la prova de 500 metres, a més de finalitzar quarta en la prova dels 1.000 metres. En els Jocs Olímpics d'Hivern de 1984 realitzats a Sarajevo (Iugoslàvia) aconseguí guanar medalles en totes les disciplines disputades: la medalla d'or en les proves de 1.000 i 1.500 metres, a més de la medalla de plata en les proves de 500 i 3.000 metres. Així mateix en el transcurs d'aquests Jocs establí un nou rècord olímpic en la prova dels 1.000 metres i un nour rècord del món en la de 1.500 metres. En els Jocs Olímpics d'Hivern de 1988 realitzats a Calgary (Canadà) participà novament en totes quatre disciplines disputades, aconseguint guanyar la medalla de plata en la prova de 1.000 metres (aconseguint aquesta vegada un nou rècord del món) i dels 1.500 metres (establint un nou rècord olímpic), així com una medalla de bronze en la prova dels 500 metres. En aquests mateixos Jocs aconseguí finalitzar quarta en la prova dels 3.000 metres.
Al llarg de la seva carrera es proclamà 13 vegades campiona del seu país en alguna de les distàncies oficials del patinatge de velocitat, dues en la prova d'esprint i dues més en la prova de combinada. En el Campionat d'Europa de patinatge de velocitat aconseguí tres medalles de plates consecutives en els anys 1981-1983, i en el Campionat del Món de patinatge de velocitat acosneguí cinc victòries en la prova de combinada (1982, 1984, 1986, 1987 i 1988) i sis en la prova de l'esprint (1980, 1981, 1983, 1984, 1986 i 1987).

### Rècords del món
| Distància | Resultat | Data                  | Seu       |
| --------- | -------- | --------------------- | --------- |
| Samalog   | 168.271  | 14 de febrer de 1982  | Inzell    |
| 1.500 m   | 2:03.42  | 9 de febrer de 1984   | Sarajevo  |
| 1.000 m   | 1:18.84  | 22 de febrer de 1986  | Karuizawa |
| Samalog   | 160.060  | 23 de febrer de 1986  | Karuizawa |
| 1.500 m   | 2:02.23  | 6 de març de 1986     | Inzell    |
| 3.000 m   | 4:18.02  | 21 de març de 1986    | Medeo     |
| 500 m     | 39.52    | 21 de març de 1986    | Medeo     |
| 1.500 m   | 1:59.30  | 22 de març de 1986    | Medeo     |
| Samalog   | 168.271  | 22 de març de 1986    | Medeo     |
| 1.000 m   | 1:18.11  | 5 de desembre de 1987 | Calgary   |

### Marques personals
| Distància | Resultat | Data                  | Seu       | Rècord del món |
| --------- | -------- | --------------------- | --------- | -------------- |
| 500 m     | 39.24    | 22 de febrer de 1988  | Calgary   | 39.39          |
| 1.000 m   | 1:17.70  | 26 de febrer de 1988  | Calgary   | 1:18.11        |
| 1.500 m   | 1:59.30  | 22 de març de 1986    | Medeo     | 2:02.23        |
| 3.000 m   | 4:17.76  | 5 de desembre de 1987 | Calgary   | 4:16.85        |
| 5.000 m   | 7:39.82  | 22 de març de 1986    | Medeo     | 7:31.45        |
| Samalog   | 168.272  | 22 de març de 1986    | Medeo     | 171.760        |
| Samalog   | 168.271  | 14 de febrer de 1982  | Inzell    | 168.387        |
| Samalog   | 160.060  | 23 de febrer de 1986  | Karuizawa | 161.120        |

1. ↑  Es refereix a l'anomenada "Small combination"
2. ↑  Es refereix a l'anomenada "Mini combination"
3. ↑  Es refereix a l'anomenada "Sprint combination"